# فندق تيبستي

فندق تيبستي أكبر فنادق مدينة بنغازي، ليبيا ويقع بمنطقة سيدي حسين، ويطل على بحيرة بنغازي وشارع جمال عبد الناصر. يحتوي الفندق على عدد من المطاعم والمحال التجارية ومكاتب شركات الطيران العالمية. 
يعتبر أول فندق في المدينة على الطراز الحديث، وهو أعلى مبنى في بنغازي إلى حد الآن.[بحاجة لمصدر]